# 武定门 (大同)
武定门位于中国山西省大同市平城区，是大同城墙四座城门中的北门。城内正对武定门为武定街。内设雕塑博物馆。

## 历史
武定门建于明洪武五年(1372年)。1914年，晋北镇守使张汉杰，拆毁北门楼，用于建私人住宅和兰池戏院，后来在原址重修了欧式城楼，梁思成评其为“恶俗不堪”。1946年8-9月的大同攻防战期间遭损坏。1952年以后，以妨碍交通的理由拆除北城门楼，成为豁口。
2008年，大同市实施历史文化复兴与古城保护工程，对大同城墙进行修复，恢复明代规制。2011年10月，北城墙修复工程开工，次年完成。